# Sankt Johann bei Herberstein
Pour les articles homonymes, voir Sankt Johann.
Sankt Johann bei Herberstein est une ancienne commune autrichienne du district de Hartberg en Styrie.